# 惡夢破壞者
《惡夢破壞者》是一款由法國遊戲開發商Arcade Zone開發的跑動射擊遊戲，原定由Nichibutsu於1995年在超級任天堂發行，但因公司財務問題而未發行。2010年代，Arcade Zone恢復本作遊戲的開發，並由Super Fighter Team於2013年12月23日在超級任天堂發行。

## 外部連結
- 官方网站
- 莫比游戏上的《惡夢破壞者》（英文）